# Finn Azaz
Finn Isaac Azaz (Westminster, 7 settembre 2000) è un calciatore irlandese, centrocampista del Middlesbrough e della nazionale irlandese.

## Caratteristiche tecniche
Gioca come centrocampista offensivo.

## Carriera

### Club
Azaz è cresciuto nel settore giovanile del West Bromwich, con cui ha firmato il primo contratto professionistico il 17 luglio 2019. Ceduto in prestito al Cheltenham Town il 1º agosto 2020, ha debuttato a livello professionistico il 5 settembre in Football League Cup contro il Peterborough Utd e dieci giorni dopo ha trovato il suo primo gol, sempre in coppa di lega, contro il Millwall.
Titolare inamovibile per tutta la stagione, a fine stagione ha conquistato il campionato con il club biancorosso e, in scadenza di contratto, ha scelto di non rinnovare con i Baggies per unirsi all'Aston Villa che lo ha immediatamente prestato al Newport County. Autore di un'ottima stagione, a fine anno è stato votato come miglior giovane del campionato ed inserito nella formazione ideale del torneo.
L'11 luglio 2022 ha prolungato il contratto con i Villans ed è stato ceduto in prestito al Plymouth. Ha debuttato con i biancoverdi il 30 luglio seguente segnando il gol partita contro il Barnsley in Football League One. A fine stagione ha centrato la promozione in Championship e, dopo aver rinnovato il contratto con l'Aston Villa, ha fatto ritorno al Plymouth anche per la stagione successiva. Ha debuttato nella seconda divisione inglese il 5 agosto nell'incontro vinto 3-1 contro l'Huddersfield Town ed ha segnato il suo primo gol il 2 settembre contro il Blackburn.
Il 3 gennaio 2024 è stato tuttavia richiamato in anticipo dal prestito,e due giorni dopo è stato ceduto a titolo definitivo al Middlesbrough.

### Nazionale
Ha giocato nella nazionale irlandese Under-21.
Nel marzo del 2024 ha ricevuto la prima convocazione da parte della nazionale maggiore per gli impegni amichevoli contro Belgio e Svizzera. Ha debuttato il 26 marzo subentrando nei minuti finali contro gli svizzeri.
Il 20 marzo 2025 ha realizzato la sua prima rete per la massima selezione irlandese nel successo per 1-2 in Nations League in casa della Bulgaria.

## Statistiche

### Presenze e reti nei club
Statistiche aggiornate al 1º settembre 2024.
| Stagione        | Squadra                | Campionato      | Campionato | Campionato | Coppe nazionali | Coppe nazionali | Coppe nazionali | Coppe continentali | Coppe continentali | Coppe continentali | Altre coppe | Altre coppe | Altre coppe | Totale | Totale |
| Stagione        | Squadra                | Comp            | Pres       | Reti       | Comp            | Pres            | Reti            | Comp               | Pres               | Reti               | Comp        | Pres        | Reti        | Pres   | Reti   |
| --------------- | ---------------------- | --------------- | ---------- | ---------- | --------------- | --------------- | --------------- | ------------------ | ------------------ | ------------------ | ----------- | ----------- | ----------- | ------ | ------ |
| 2017-2018       | West Bromwich Under-21 |                 | -          | -          |                 | -               | -               |                    | -                  | -                  | FLT         | 3           | 0           | 3      | 0      |
| 2018-2019       | West Bromwich Under-21 |                 | -          | -          |                 | -               | -               |                    | -                  | -                  | FLT         | 3           | 1           | 3      | 1      |
| 2020-2021       | Cheltenham Town        | FL2             | 37         | 1          | FACup+CdL       | 3+2             | 1+1             |                    | -                  | -                  | FLT         | 2           | 0           | 44     | 3      |
| 2021-2022       | Newport County         | FL2             | 42         | 7          | FACup+CdL       | 1+2             | 0               |                    | -                  | -                  | FLT         | 0           | 0           | 45     | 7      |
| 2022-2023       | Plymouth               | FL1             | 34         | 8          | FACup+CdL       | 0+1             | 0               |                    | -                  | -                  | FLT         | 4           | 0           | 39     | 8      |
| 2023-gen. 2024  | Plymouth               | FLC             | 26         | 7          | FACup+CdL       | 0+2             | 0               |                    | -                  | -                  |             | -           | -           | 28     | 7      |
| gen.-giu. 2024  | Middlesbrough          | FLC             | 20         | 4          | FACup+CdL       | 0               | 0               |                    | -                  | -                  |             | -           | -           | 20     | 4      |
| 2024-2025       | Middlesbrough          | FLC             | 4          | 0          | FACup+CdL       | 0+1             | 0               |                    | -                  | -                  |             | -           | -           | 5      | 0      |
| Totale carriera | Totale carriera        | Totale carriera | 163        | 27         |                 | 12              | 2               |                    | -                  | -                  |             | 12          | 1           | 193    | 30     |

### Cronologia presenze e reti in nazionale
| Cronologia completa delle presenze e delle reti in nazionale ― Irlanda | Cronologia completa delle presenze e delle reti in nazionale ― Irlanda | Cronologia completa delle presenze e delle reti in nazionale ― Irlanda | Cronologia completa delle presenze e delle reti in nazionale ― Irlanda | Cronologia completa delle presenze e delle reti in nazionale ― Irlanda | Cronologia completa delle presenze e delle reti in nazionale ― Irlanda | Cronologia completa delle presenze e delle reti in nazionale ― Irlanda | Cronologia completa delle presenze e delle reti in nazionale ― Irlanda |
| Data                                                                   | Città                                                                  | In casa                                                                | Risultato                                                              | Ospiti                                                                 | Competizione                                                           | Reti                                                                   | Note                                                                   |
| ---------------------------------------------------------------------- | ---------------------------------------------------------------------- | ---------------------------------------------------------------------- | ---------------------------------------------------------------------- | ---------------------------------------------------------------------- | ---------------------------------------------------------------------- | ---------------------------------------------------------------------- | ---------------------------------------------------------------------- |
| 26-3-2024                                                              | Dublino                                                                | Irlanda                                                                | 0 – 1                                                                  | Svizzera                                                               | Amichevole                                                             | -                                                                      | 87’                                                                    |
| 4-6-2024                                                               | Dublino                                                                | Irlanda                                                                | 2 – 1                                                                  | Ungheria                                                               | Amichevole                                                             | -                                                                      | 62’                                                                    |
| 10-10-2024                                                             | Helsinki                                                               | Finlandia                                                              | 1 – 2                                                                  | Irlanda                                                                | UEFA Nations League 2024-2025 - 1º turno                               | -                                                                      | 71’                                                                    |
| 14-11-2024                                                             | Dublino                                                                | Irlanda                                                                | 1 – 0                                                                  | Finlandia                                                              | UEFA Nations League 2024-2025 - 1º turno                               | -                                                                      | 76’                                                                    |
| 17-11-2024                                                             | Londra                                                                 | Inghilterra                                                            | 5 – 0                                                                  | Irlanda                                                                | UEFA Nations League 2024-2025 - 1º turno                               | -                                                                      | 67’                                                                    |
| 20-3-2025                                                              | Plovdiv                                                                | Bulgaria                                                               | 1 – 2                                                                  | Irlanda                                                                | UEFA Nations League 2024-2025 - Play-off                               | 1                                                                      | 47’ 76’                                                                |
| 23-3-2025                                                              | Dublino                                                                | Irlanda                                                                | 2 – 1                                                                  | Bulgaria                                                               | UEFA Nations League 2024-2025 - Play-off                               | -                                                                      |                                                                        |
| Totale                                                                 |                                                                        | Presenze                                                               | 7                                                                      |                                                                        | Reti                                                                   | 1                                                                      |                                                                        |

## Palmarès

### Club

#### Competizioni nazionali
- Football League One: 1

Cheltenham Town: 2020-2021
- Football League Two: 1

Plymouth: 2022-2023